# Novopetrivka Perșa, Berezivka
Novopetrivka Perșa (în ucraineană Новопетрівка Перша) este un sat în comuna Novoielîzavetivka din raionul Berezivka, regiunea Odesa, Ucraina.

## Demografie
Componența lingvistică a localității Novopetrivka Perșa
     Ucraineană (98,5%)
     Alte limbi (1,5%)
Conform recensământului din 2001, majoritatea populației localității Novopetrivka Perșa era vorbitoare de ucraineană (98,5%), existând în minoritate și vorbitori de alte limbi.